# Пак Мун-Сим
Пак Мун-Сим (1 декабря 1906 года, Южно-Уссурийский уезд, Приморская область, Приамурский край, Российская империя — дата и место смерти неизвестны) — колхозник, бригадир колхоза имени Микояна Нижне-Чирчикского района Ташкентской области, Узбекская ССР. Герой Социалистического Труда (1951).

## Биография
Родился в 1906 году в многодетной крестьянской семье в одном из сельских населённых пунктов Южно-Уссурийского уезда.
Трудовую деятельность начал подростком в четырнадцатилетнем возрасте в хозяйстве своих родителей. Получил начальное образование, окончив ликбез в 20 лет. В 1920-е годы проживал в Посьетовском районе и с середины 1930-х годов — в селе Николаевка Будённовского района.
В 1937 году депортирован на спецпоселение в Нижне-Чирчикский район Ташкентской области Узбекской ССР. С 1943 по 1953 год работал в колхозе имени Микояна Нижне-Чирчикского района. Возглавлял бригаду по выращиванию кенафа.
В 1950 году бригада Пак Мун-Сима собрала в среднем с каждого гектара по 84,3 центнера зеленцового стебля кенафа на участке площадью 21,3 гектара. Указом Президиума Верховного Совета СССР от 22 мая 1951 года удостоен звания Героя Социалистического Труда с вручением ордена Ленина и золотой медали «Серп и Молот».
В последующие годы трудился рядовым колхозником в колхозе имени Хрущёва Сырдарьинского района (1954—1957), колхозе имени Карла Маркса Нижне-Чирчикского района (1957—1961), колхозе «Коммунизм» Сырдарьинского района (1961—1963), колхозе «Сырдарья» Сырдарьинского района (1964—1968).
В 1968 году вышел на пенсию. Персональный пенсионер союзного значения. В 1990-е годы проживал в городе Чиназ.
Дата смерти не установлена.